# Конка станицы Ильской
Ко́нка стани́цы И́льской — система конно-железных дорог, функционировавшая в станице Ильской с 1908 года. Закрыта предположительно в 1919 году.

## История
- 1908 — открытие движения
- 1919 — закрытие движения